# Onthophagus rachelis
Onthophagus rachelis är en skalbaggsart som beskrevs av Martin-piera 1985. Onthophagus rachelis ingår i släktet Onthophagus och familjen bladhorningar. Inga underarter finns listade i Catalogue of Life.